# الأصولية
يمكن أن تشير الأصولية إلى العديد من الأيديولوجيات المختلفة المرتبطة بالشعوب الأصلية، ويستخدمها العديد من العلماء والناشطين بشكل مختلف، بالإضافة إلى إمكانية استخدامها بشكل وصفي محض أو حملها دلالات سياسية. 

## من هم السكان الأصليون؟
يكون السؤال واضحًا إلى حد ما في الأمريكتين وكذلك في أستراليا، في حين أنه من غير السهل الإجابة عنه في حالة جنوب أفريقيا مثلًا. قد تكون مسألة من هم السكان الأصليون غير عادلة اعتمادًا على المنطقة المنظورة.

## بصفتها حركة دولية لحقوق الإنسان
يستخدم عالم الأنثروبولوجيا رونالد نيزن المصطلح من أجل وصف «الحركة الدولية الطامحة إلى تعزيز وحماية حقوق الشعوب الأولى في العالم». 

### الاختلاف
انتقد العالم النيوزيلندي جيفري سيسون ما سماه «الأصولية المحلية» من جانب المنتديات الدولية مثل الفريق العامل المعني بالشعوب الأصلية، الذي يدعي أنه يفرض صلة بين الشعوب الأصلية والاقتصادات التقليدية، ويخلط أيضًا بين القضايا التي يواجهها السكان الأصليون في العالم الجديد، وهم في الغالب من سكان الحضر ويعيشون في دول يهيمن عليها الأشخاص المنحدرون من مستعمراتهم، والأقليات العرقية في آسيا وأفريقيا الذين هم أكثر عرضة للعيش «بالقرب من الأرض» ويعيشون في الولايات التي يعيش فيها المستعمرون منذ فترة طويلة منذ أن غادروا (على الرغم من أنهم ربما ما يزالون يواجهون الاضطهاد من الدولة الخلف بعد الاستعمار). 

## بصفتها تضامنًا سياسيًا أو ثقافيًا لعموم السكان الأصليين
مثلما هو مستخدم من قبل العالم الشيروكي-الأمريكي وارد تشيرشل (من مواليد عام 1947؛ ومؤلف كتاب من ابن أصلي) والباحث المكسيكي غييرمو بونفيل باتالا (1935-1991)، يشير المصطلح إلى الحضارة المشتركة التي تتمثل -كما يقولون- في أن كل الشعوب الأصليون في العالم الجديد جزء من «روح المقاومة» المشتركة للاستعمار الاستيطاني. 

## بصفتها سياسة رسمية في الدول القومية في أمريكا اللاتينية
في بعض الأماكن في أمريكا اللاتينية، غالبًا ما يستخدم مصطلح إنديجينزمو (بالإنجليزية:Indigenismo) «من أجل وصف الطرق التي صاغت بها الدول القومية الاستعمارية رؤيتها لدمج الشعوب الأصلية الاجتماعية». في حالات أخرى، قد يشير مصطلح إنديجينزمو إلى البحث والعمل المتعلق بمجتمعات السكان الأصليين. في البرازيل، تُعد مهنة الباحث في مجال السكان الأصليين مهنة يعمل بها المسؤولون الحكوميون أو منظمات المجتمع المدني بشكل مباشر مع مجتمعات السكان الأصليين. ثم يكون إنديجينزمو تعريفًا للعمل المكرس لمجتمعات السكان الأصليين. في حالة هذا البلد، تُعد فوناي (المؤسسة الهندية الوطنية)، الجهاز الرسمي الأصلي للدولة، وتُعد مكرسة من أجل تطوير وتنفيذ السياسة الأصلية بموجب الدستور الوطني. على الرغم من أنها نشأت من إس بي آي (خدمة حماية الهنود)، التي كانت جهازًا عسكريًا تابعًا للاستعمار، ومخصصًا من أجل تطهير المناطق للمستوطنين البيض، في بعض الأحيان مع مناهج عمل مدانة للغاية، وأكثر نبلًا في أماكن أخرى، مثلما تصورها ماريشال كانديدو روندون: بدأت مبادرة إس بي آي في دمج مجتمعات السكان الأصليين باعتبارهم قوة عاملة، والتواصل مع كل مجموعة معزولة بهدف احتلال «الأراضي القاحلة» في البرازيل، وبناء الطرق وخطوط التراسل والبنية التحتية بشكل عام. لم يكن التشريع في ذلك الوقت يعتبر السكان الأصليين مسؤولين بما يكفي ليقرروا بأنفسهم، وبالتالي فإن إس بي آي كانت الموقف الرسمي لاتخاذ القرارات.  عملت فوناي منذ ذلك الحين من خلال نهج أكثر احترامًا وإنسانية، كون مهمتها المؤسساتية من أجل حماية أراضي السكان الأصليين من الجناة، وتقديم المساعدة في الحالات المطلوبة، بالإضافة إلى المساعدة في الوصول إلى السياسات العامة والعديد من الأنشطة الأخرى التي يطلبها السكان الأصليون من الحكومة. تُعد فوناي مؤسسة تفتقر إلى التمويل الخاص، ورغم كونها جزءًا من الحكومة، لكنها تتعرض للهجوم المستمر من قبل قطاعات المجتمع كقطع الأشجار غير القانوني مثلًا والمزارعين ورجال الأعمال المهتمين بأراضي السكان الأصليين بشكل عام وجميع السياسيين الذين يمثلون هؤلاء الناس.